# Chiesa e convento di San Matteo (Castelfranco di Sotto)

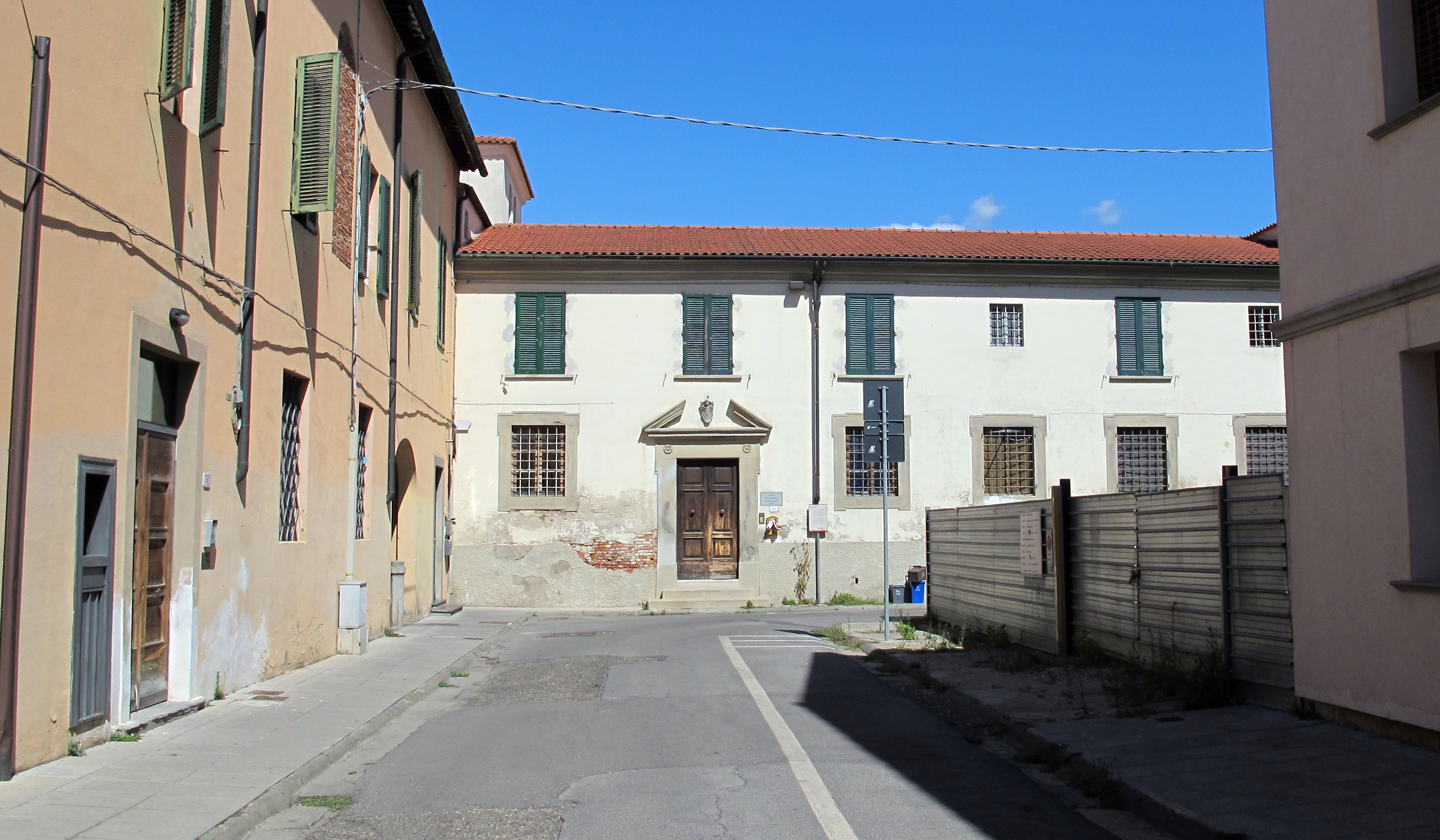
Convento di San Matteo

Il convento e la chiesa di San Matteo si trovano a Castelfranco di Sotto.

## Storia e descrizione
Il monastero, costruito a metà del Seicento dove era la fortezza di Motrone, sorse con le elemosine del popolo e della famiglia fiorentina degli Albizi, e fu posto sotto la regola di Sant'Agostino. Le monache erano dedite all'istruzione delle fanciulle del popolo e la vocazione didattica del luogo è continuata anche in seguito: nel 1866 divenne conservatorio per l'istruzione elementare e più recentemente asilo infantile.
L'interno della chiesa è ad una navata con tetto a capriate e portico su cui poggia il coretto delle monache. All'altar maggiore è la "Madonna in gloria e i santi Matteo, Antonio da Padova, Carlo Borromeo" e in basso il ritratto della donatrice.
Sul retro si apre il coro delle monache con stalli in noce.